# Chas Guldemond
Charles „Chas“ Guldemond (* 22. April 1987 in Laconia) ist ein US-amerikanischer Snowboarder. Er startet in den  Freestyledisziplinen.

## Werdegang
Guldemond nimmt seit 2001 an Wettbewerben der Ticket to Ride World Snowboard Tour teil. Dabei erreichte er im März 2006 im Slopestyle bei den Burton US Open im Stratton Mountain Resort mit dem zweiten Platz seine erste Podestplatzierung. Im Januar 2007 belegte er im Slopestyle bei der Honda Session in Vail den dritten Platz. Zu Beginn der Saison 2007/08 errang er den zweiten Platz im Slopestyle beim Abominable Snowjam am Mount Hood. Es folgten in der Saison ein Sieg im Slopestyle bei den Australian Open in Perisher Blue, ein zweiter Rang bei den Burton European Open in Laax und wie im Vorjahr ein dritter Platz bei der Honda Session in Vail. In der Saison 2008/09 kam er im Slopestyle auf den dritten Platz bei den Burton New Zealand Open im Snowpark, im Big Air Wettbewerb beim X-Trail Jam in Tokio und im Slopestyle bei der Winter Dew Tour in Northstar-at-Tahoe. Im Februar 2009 gewann er bei den X-Trail Asian Open in Bandai auf der Halfpipe und im Slopestyle. Bei den Burton US Open 2009 im Stratton Mountain Resort siegte er im Slopestyle. Die Saison beendete er auf den zweiten Platz in der World Snowboard Tourgesamtwertung. Im Januar 2010 gewann er im Slopestyle bei der Winter Dew Tour in Snowbasin. Im selben Monat holte er bei den Winter-X-Games Bronze im Slopestyle. In der Saison 2010/11 siegte er beim Relentless Big Air in Stuttgart, bei der The Oakley Arctic Challenge in Oslo im Slopestyle, beim Toyota Big Air in Tokio und im Slopestyle beim US Snowboarding Grand Prix 2011 in Mammoth. Den dritten Platz belegte er im Slopestyle bei der Winter Dew Tour in Breckenridge, bei den Burton European Open in Laax und bei den Burton US Open im Stratton Mountain Resort. Im Januar 2011 holte er bei den Winter-X-Games in Aspen Bronze im Best Method Wettbewerb. Bei den Winter-X-Games-Europe 2011 in Tignes gewann er Gold im Slopestyle. Die Saison beendete er auf dem neunten Platz in der Tourgesamtwertung. Bei den Burton Canadian Open 2012 in Calgary gewann er im Slopestyle. Im Februar 2012 holte er bei den Snowboard-Weltmeisterschaften 2012 in Oslo Gold im Slopestyle. Im selben Monat errang er den zweiten Platz im Toyota Big Air in Sapporo und den ersten Platz im Slopestyle beim U.S. Snowboarding Grand Prix in Mammoth.
Zu Beginn der Saison 2012/13 siegte Guldemond im Big Air Wettbewerb beim freestyle.ch in Zürich. Es folgten in der Saison im Slopestyle ein zweiter Platz bei der Winter Dew Tour in Breckenridge und ein weiterer Sieg beim U.S. Snowboarding Grand Prix in Copper Mountain. Dies war ebenfalls ein FIS-Weltcuprennen und damit sein erstes Weltcuprennen und sein erster Weltcupsieg. Bei den Burton US Open 2013 in Vail erreichte er den dritten Platz im Slopestyle. Bei seiner ersten Olympiateilnahme 2014 in Sotschi belegte er den 15. Rang im Slopestyle. Im Dezember 2014 siegte er im Slopestyle bei der Winter Dew Tour in Breckenridge. Im Februar 2015 kam er beim U.S. Snowboarding Grand Prix und Weltcuprennen in Mammoth auf den zweiten Rang im Slopestyle. In der Saison 2015/16 belegte er im Slopestyle beim U.S. Grand Prix und Weltcuprennen in Mammoth und im Big Air in Boston jeweils den dritten Platz. Bei den Snowboard-Weltmeisterschaften 2016 in Yabuli errang er den 37. Platz im Slopestyle und den fünften Platz im Big Air. Zum Saisonende kam er auf den 14. Platz im Freestyle-Weltcup und auf den siebten Rang im Big Air Weltcup.